# Fernando Hinestrosa
Fernando Hinestrosa Forero (Bogotá, 15 de marzo de 1931 - ibidem, 10 de marzo de 2012) fue un jurista y escritor colombiano.
Fue ministro de Estado, magistrado de la Corte Suprema de Justicia de Colombia, diplomático y rector de la Universidad Externado de Colombia. Especialista en el derecho civil, y en el ámbito académico ha sido autor de numerosos artículos y libros, así como traductor de importantes autores.

## Familia
Fernando Hinestrosa fue el segundo hijo del matrimonio formado por Ricardo Hinestrosa Daza y María Elena Forero Salcedo. Heredero de una familia santafereña raizal y de profundas raíces liberales, encabezada por figuras pioneras del denominado «Olimpo Liberal» destacado en la segunda mitad del siglo XIX, como su abuelo paterno, Ricardo Hinestrosa Trujillo, alcalde de Bogotá en 1870, y su tío abuelo, Daniel Delgado París, líder de la jornada que derrocó al general Tomás Cipriano de Mosquera el 23 de mayo de 1867, secretario de Guerra y presidente de Cundinamarca. La militancia de sus ancestros aunada a los aportes de Santiago Pérez, Felipe Zapata y Aquileo Parra, sentaron las bases ideológicas para la aparición de la Universidad Externado de Colombia.

## Educación
Cursó estudios de bachillerato en el prestigioso Colegio San Bartolomé la Merced, en Bogotá, Colombia. En 1947, a la edad de 16 años, ingresó a la Facultad de Derecho de la Universidad Externado de Colombia, de la que era rector su padre, el exmagistrado de la Corte Suprema de Justicia de Colombia Ricardo Hinestrosa Daza.
Allí obtuvo el título de doctor en Derecho en 1951, que era el que se concedía hasta los años ochenta del siglo XX a quienes cursaban el pregrado en esta disciplina en Colombia, aunque no se trataba de un doctorado.

## Trayectoria académica

### Como profesor
Además de ser profesor en la Universidad Externado de Colombia desde la edad de 22 años (cátedras de Obligaciones, Negocio Jurídico y Responsabilidad Civil), Hinestrosa se desempeñó como catedrático en las siguientes universidades:
- De Derecho Civil en la Universidad Nacional de Colombia: 1960-1961.
- De posgrado en la Universidad del Rosario (Bogotá: 1975-1979).
- Invitado de la Universidad Central de Caracas (Venezuela), la Università degli Studi di Roma (La Sapienza), Università degli Studi di Salerno, la Università degli Studi di Genova, Università di Roma III, «Tor Vergata», Università degli Studi di Urbino (en Italia), de la Universidad Autónoma de Xalapa (México), y la Universidad Católica de Valparaíso (Chile), de la Universidad Nacional Autónoma de México (profesor distinguido), de la Universidad Autónoma de Guadalajara (profesor honorario), y de la Universidad de Lima (Profesor honorario).

Fue ponente, expositor y relator en numerosos seminarios, conferencias, coloquios internacionales sobre diversas materias jurídicas (académicas y profesionales) y de educación superior.

### Como directivo
En 1959, a los 28 años, fue nombrado decano de la Facultad de Derecho de la Universidad Externado de Colombia. En 1963, fue designado rector por el cuerpo de profesores y el consejo estudiantil, en reemplazo de su padre, Ricardo Hinestrosa Daza, cargo que desempeñaba desde entonces, sólo con breves interrupciones para atender cargos públicos.
Fue presidente de la Asociación Colombiana de Universidades (ASCUN) y del Consejo Nacional de Rectores entre 1971-1977. Fue también presidente de la Unión de Universidades de América Latina entre 1979-1986, y miembro principal del Consejo de Administración de la Unión Internacional de Universidades (A.I.U.) entre 1985-1995. Así mismo, fue miembro de la Junta Directiva del Consejo Colombiano para la Educación Superior, en 1992.

## Trayectoria pública
Hinestrosa Forero fue magistrado de la Corte Suprema de Justicia, Sala de Casación Civil, entre 1967, o sea con 36 años. De allí pasó a ser designado ministro de Justicia entre 1968-1970, y luego de Educación, en 1970, ambos cargos en el gobierno del liberal Carlos Lleras Restrepo.
Luego fue elegido concejal de Bogotá, y presidente del Concejo entre 1972 y 1974. En 1980, también presidió la hoy desaparecida Corte Electoral.
De 1989 a 1991, fue embajador de los gobiernos de Virgilio Barco Vargas y César Gaviria Trujillo ante la Santa Sede. Se desempeñó como conjuez de la Corte Constitucional, de la Corte Suprema de Justicia de Colombia y del Consejo Superior de la Judicatura.

## Afiliaciones y asociaciones
Fue presidente del Centro de Investigaciones Jurídicas Italo-latinonamericanas del Consiglio Nazionale de la Ricerca de Italia, ha sido miembro del Consejo para la Educación Superior en América Latina, de la Corte Permanente de Arbitraje de La Haya (desde 1999) y miembro extranjero de la Academia Iusprivatistas Europeos. Fue el presidente del capítulo colombiano de la Association Henri Capitant des amis de la Culture Juridique Française.
Fue miembro correspondiente, miembro de número y miembro honorario de la Academia Colombiana de Jurisprudencia, individuo de número de la Academia Colombiana de la Lengua y miembro correspondiente de la Academia Colombiana de Historia.
Así mismo, fue miembro de la Société Generale de Droit Comparé (París), de la Academie Internationale de Droit Comparé (París), de la Academia de Derecho y Ciencias Sociales de Córdoba (Argentina), de Unidroit (Roma), de la Academia de Ciencias Jurídicas y Políticas de Venezuela (Caracas), del Comité Científico de la Revue de Droit Uniforme (Unidroit, Roma), del Colegio Mexicano de Abogados, del Instituto de Derecho Comparado de la Universidad Complutense de Madrid, y académico honorario de la Real Academia de Jurisprudencia y Legislación de España y presidente honorario de la Alianza Colombo-Francesa.

## Títulos de honor y homenajes
Hinestrosa Forero ha recibido múltiples distinciones, condecoraciones y títulos de honor. Se destacan los siguientes:
- Doctor honoris causa de la Universidad Autónoma de Guadalajara (México).
- Diploma de honor de la Universidad de Turín (Italia).
- Doctor honoris causa del Università degli Studi de Urbino (Italia).
- Doctor honoris causa de la Universidad de París II, Panthéon-Assas[3] (Francia).
- Gran Cruz de la Orden de San Carlos, recibida el 30 de octubre de 1993, al cumplir 30 años de rectorado en el Externado.
- Homenaje de la Corte Suprema de Justicia de Colombia, por sus 45 años de rectorado.[4]
- Oficial de la Legión de Honor de Francia.[5]
- Orden de la Justicia del Gobierno Nacional de la República de Colombia.